# Posavsko-podmajevička grupna nogometna liga 1986./87.
"Posavsko-podmajevička grupna nogometna liga" je bila jedna od četiri grupne lige "Međuopćinskog nogometnog saveza Brčko" i liga sedmog stupnja nogometnog prvenstva Jugoslavije u sezoni 1986./87. 
 
Sudjelovalo je 12 klubova, a prvak je bio klub ""Proleter" iz Oštre Luke. 

## Ljestvica
| mj. | klub                        | ut. | pob. | ner. | por. | gol+ | gol- | bod     |
| --- | --------------------------- | --- | ---- | ---- | ---- | ---- | ---- | ------- |
| 1.  | Proleter Oštra Luka         | 22  | 17   | 1    | 4    | 66   | 27   | 35      |
| 2.  | 27. Juli Bok                | 22  | 13   | 3    | 6    | 57   | 37   | 29      |
| 3.  | Jedinstvo Kopanice          | 22  | 11   | 3    | 8    | 51   | 39   | 25      |
| 4.  | 25. Maj Biberovo Polje      | 22  | 8    | 9    | 5    | 48   | 35   | 25      |
| 5.  | Međiđa Gornja Međeđa        | 22  | 8    | 8    | 6    | 59   | 39   | 24      |
| 6.  | Poljoprivednik Krepšić      | 22  | 8    | 6    | 8    | 54   | 44   | 22      |
| 7.  | Dubrave                     | 22  | 9    | 2    | 11   | 52   | 44   | 20      |
| 8.  | Mladost Bosanska Bijela     | 22  | 9    | 1    | 12   | 49   | 68   | 19      |
| 9.  | Bratstvo Srnice             | 22  | 7    | 4    | 11   | 36   | 64   | 18      |
| 10. | Sloga Hrgovi Donji          | 22  | 8    | 2    | 12   | 32   | 45   | 17 (-1) |
| 11. | Polet Čović Polje           | 22  | 6    | 4    | 12   | 33   | 62   | 16      |
| 12. | Crvena zvijezda Donji Žabar | 22  | 5    | 3    | 14   | 44   | 72   | 13      |

- Bosanska Bijela – naziv za naselje Bijela

## Rezultatska križaljka
| kratica | klub                        | 25MAJ | 27JUL | BRA | CRVZ | DUB | JED | MEĐ | MLA | POLE | POLJ | PRO | SLO |
| --- | --------------------------- | ----- | ----- | --- | ---- | --- | --- | --- | --- | ---- | ---- | --- | --- |
| 25MAJ | 25. Maj Biberovo Polje      |       |       |     |      |     |     |     |     |      |      |     |     |
| 27JUL | 27. Juli Bok                |       |       |     |      |     |     |     |     |      |      |     |     |
| BRA | Bratstvo Srnice             |       |       |     |      |     |     |     |     |      |      |     |     |
| CRVZ | Crvena zvijezda Donji Žabar |       |       |     |      |     |     |     |     |      |      |     |     |
| DUB | Dubrave                     |       |       |     |      |     |     |     |     |      |      |     |     |
| JED | Jedinstvo Kopanice          |       |       |     |      |     |     |     |     |      |      |     |     |
| MEĐ | Međiđa Gornja Međeđa        |       |       |     |      |     |     |     |     |      |      |     |     |
| MLA | Mladost Bosanska Bijela     |       |       |     |      |     |     |     |     |      |      |     |     |
| POLE | Polet Čović Polje           |       |       |     |      |     |     |     |     |      |      |     |     |
| POLJ | Poljoprivednik Krepšić      |       |       |     |      |     |     |     |     |      |      |     |     |
| PRO | Proleter Oštra Luka         |       |       |     |      |     |     |     |     |      |      |     |     |
| SLO | Sloga Hrgovi Donji          |       |       |     |      |     |     |     |     |      |      |     |     |
| |                             |       |       |     |      |     |     |     |     |      |      |     |     |
| podebljan rezultat - utakmice od 1. do 11. kola (1. utakmica između klubova) rezultat normalne debljine - utakmice od 12. do 22. kola (2. utakmica između klubova) rezultat nakošen - nije vidljiv redoslijed odigravanja međusobnih utakmica iz dostupnih izvora rezultat nakošen i smanjen * - iz dostupnih izvora nije uočljiv domaćin susreta prekrižen rezultat - poništena ili brisana utakmica p - utakmica prekinuta 3:0 p.f. / 0:3 p.f. - rezultat 3:0 bez borbe n.i. - nije igrano |                             |       |       |     |      |     |     |     |     |      |      |     |     |

 Izvori: 